# 博爾夏希夫卡
49°29′32″N 29°32′41″E / 49.49222°N 29.54472°E
博爾夏希夫卡（烏克蘭語：Борщагівка）是烏克蘭西部文尼察州文尼察區的村莊，始建於1740年，面積0.21平方公里，海拔高度204米，2001年人口508。